# Apruebo Dignidad
Apruebo Dignidad (deutsch: Ich stimme der Würde zu) ist eine linke Parteienkoalition aus Chile. Sie entstand im Zuge der Wahlen zur Verfassunggebenden Versammlung Chiles aus anderen linksgerichteten Koalitionen. Seit 2022 ist sie Teil der offiziellen Regierungskoalition unter Präsident Gabriel Boric und seinem Kabinett.

## Geschichte
Schon länger gab es von verschiedenen Kräften die Versuche, die vielen kleineren linken Parteien in Chile in einer Koalition zu vereinigen. Im Zuge der Wahlen zur Verfassunggebenden Versammlung Chiles 2021 konnten sich verschiedene linke Parteien jedoch auf eine gemeinsame Liste einigen, so gründeten sie am 11. Januar 2021 die Koalition Apruebo Dignidad. Am 5. Februar 2021 wurden auch die inhaltlichen Ziele der Koalition vorgestellt. Dabei wurden fünf Ziele der Koalition formuliert:
- Schaffung von Grundlagen für eine Demokratie vom Volke aus
- Garantie eines menschenwürdigen Lebens durch den Sozialstaat
- eine feministische Verfassung
- ein neues Wirtschaftsmodell zu etablieren, das über den Neoliberalismus hinausgeht
- Menschenrechte als Grundlage der Institutionalisierung

Bei der Wahl zur Verfassunggebenden Versammlung konnte die Koalition direkt überzeugen und wurde mit 18,74 % der Stimmen zweitstärkste Koalition hinter der rechtskonservativen Chile Vamos. Sie konnten mit 28 Abgeordneten in die Verfassunggebende Versammlung einziehen. Daraufhin wurde entschieden, mit dieser Koalition auch bei der Präsidentschaftswahl 2021 anzutreten. Dazu wurden auch Gespräche mit der Partido Socialista geführt, die jedoch scheiterten. Bei den parteiinternen Vorwahlen zur Präsidentschaftswahl am 18. Juli 2021 traten der Bürgermeister von Recoleta von der Partido Comunista de Chile, Daniel Jadue, sowie das Mitglied des Abgeordnetenhauses aus der Región des Magallanes von der Koalition Frente Amplio, Gabriel Boric, an. Boric setzte sich am Ende mit etwa 60 % der Stimmen durch und wurde somit zum Kandidaten der Koalition gekürt. In den Umfragen lag er lange in Führung, wurde jedoch kurz vor der Wahl von José Antonio Kast vom rechten Bündnis Frente Social Cristiano eingeholt. Bei der Wahl erhielt Boric mit 25,83 % der Stimmen den zweiten Platz hinter Kast und erreichte somit die Stichwahl. Dort konnte sich Boric mit 55,87 % der Stimmen gegen Kast durchsetzen. Bei den gleichzeitig zur ersten Runde stattfindenden Parlamentswahlen konnte die Koalition allerdings keine Mehrheit erreichen.

## Parteien der Koalition
Aktuell sind folgende Parteien Mitglied der Koalition:
| Partei                               | Präsident           | Koalition                     |
| ------------------------------------ | ------------------- | ----------------------------- |
| Partido Comunista de Chile           | Guillermo Teillier  | Chile Digno, Verde y Soberano |
| Federación Regionalista Verde Social | Jaime Mulet         | Chile Digno, Verde y Soberano |
| Revolución Democrática               | Margarita Portuguez | Frente Amplio                 |
| Convergencia Social                  | Alondra Arellano    | Frente Amplio                 |
| Comunes                              | Camila Quiroz       | Frente Amplio                 |

## Wahlergebnisse

### Präsidentschaftswahlen
|  |  |

|  |  |

### Parlamentswahlen
|  |  |

|  |  |

### Wahlen zur Verfassunggebenden Versammlung
| Wahljahr | Stimmen   | % der Stimmen    | Sitze  |
| -------- | --------- | ---------------- | ------ |
| 2021     | 1.070.361 | \| \| \| 18,74 % | 28/155 |
|          |           |                  |        |